# 中央スオミ州
中央スオミ州 (ちゅうおうスオミしゅう、フィンランド語: Keski-Suomen lääni、スウェーデン語: Mellersta Finlands län)は、かつて存在したフィンランドの州。1960年から1997年まで存在した。
1960年に、ヴァーサ州東部が分離して中央スオミ州が成立する。また、この時、ハメ州、クオピオ州、ミッケリ州のごく一部も中央スオミ州に分割され、編入されている。1997年9月1日、州の大規模再編に伴って、トゥルク・ポリ州、ヴァーサ州、ハメ州北部と合併して消滅。合併後は、西スオミ州となった。西スオミ州はその後、2010年1月1日に他州と共に廃止され、フィンランドの州の歴史は幕を閉じた。

## 州域の変遷

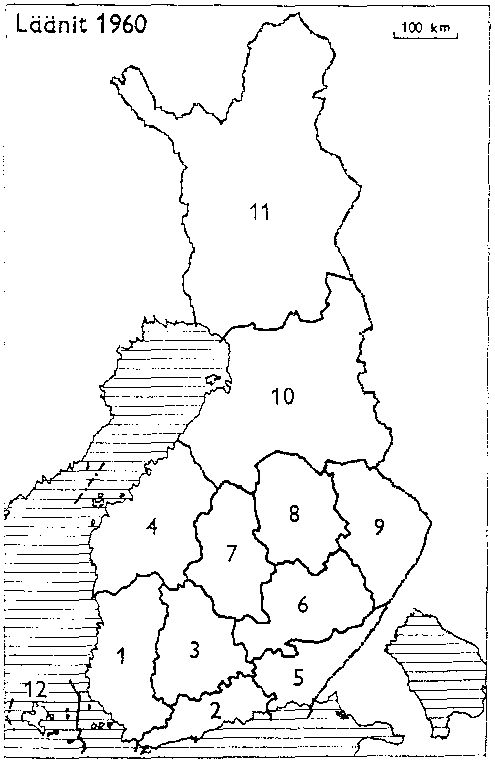
1960年のフィンランドの州: 1: トゥルク・ポリ州, 2: ウーシマー州, 3: ハメ州, 4: ヴァーサ州, 5: キュミ州, 6: ミッケリ州, 7: 中央スオミ州, 8: クオピオ州, 9: 北カルヤラ州, 10: オウル州, 11: ラッピ州, 12: オーランド自治州

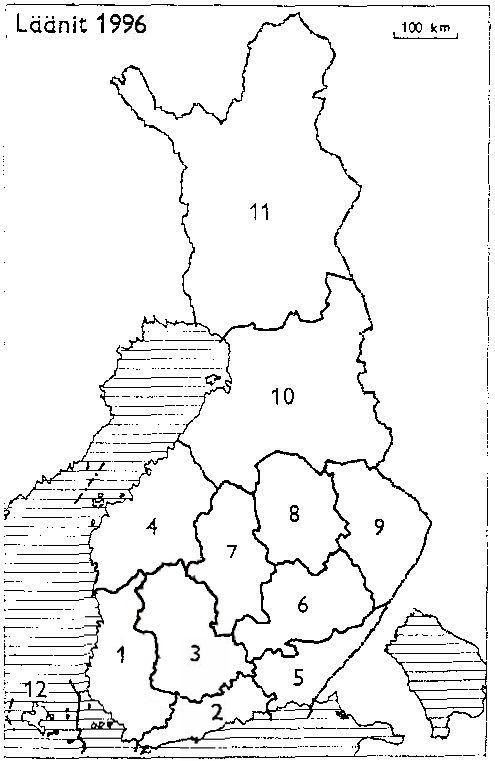
1996年のフィンランドの州: 1: トゥルク・ポリ州, 2: ウーシマー州, 3: ハメ州, 4: ヴァーサ州, 5: キュミ州, 6: ミッケリ州, 7: 中央スオミ州, 8: クオピオ州, 9: 北カルヤラ州, 10: オウル州, 11: ラッピ州, 12: オーランド自治州

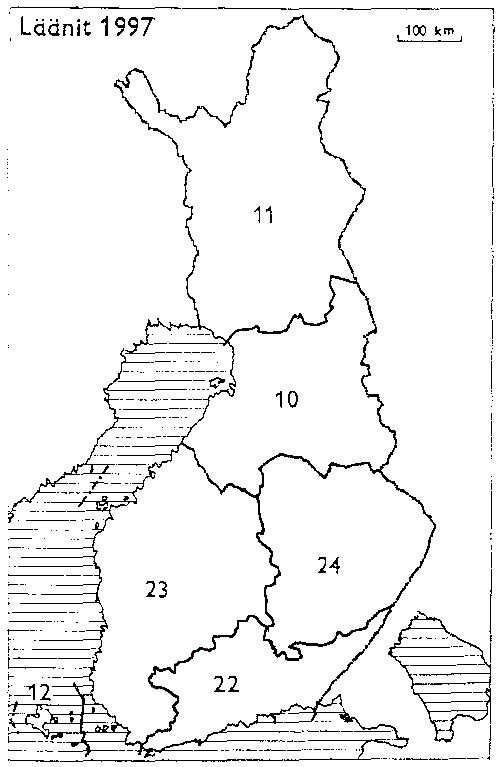
合併後の1997年のフィンランドの州: 10: オウル州, 11: ラッピ州, 12: オーランド自治州, 22: 南スオミ州, 23: 西スオミ州, 24: 東スオミ州

|  |  |  |

## 自治体
| - ハンカサルミ (Hankasalmi) - ヨウツァ (Joutsa) - ユヴァスキュラ (Jyväskylä) - ユヴァスキュラ田園村 (Jyväskylän maalaiskunta) - ヤムサ (Jämsä) - ヤムサコスキ (Jämsänkoski) - カンノンコスキ (Kannonkoski) - カルストゥラ (Karstula) - ケウルー (Keuruu) | - キンヌラ (Kinnula) - キヴィヤルヴィ (Kivijärvi) - コンネヴェシ (Konnevesi) - コルピラハティ (Korpilahti) - コスケンパー (Koskenpää) - クフモイネン (Kuhmoinen) - キーヤルヴィ (Kyyjärvi) - ラウカー (Laukaa) - レイヴォンマキ (Leivonmäki) | - ルハンカ (Luhanka) - ムルティア (Multia) - ムーラメ (Muurame) - ペタヤヴェシ (Petäjävesi) - ピフラジャヴェシ (Pihlajavesi) - ピフティプダス (Pihtipudas) - ピルコンマキ (Pylkönmäki) - サーリヤルヴィ (Saarijärvi) - スミアイネン (Sumiainen) | - スオラフティ (Suolahti) - サイナトサロ (Säynätsalo) - トイヴァッカ (Toivakka) - ウーライネン (Uurainen) - ヴィータサーリ (Viitasaari) - アーネコスキ (Äänekoski) - アーネコスキ田園村 (Äänekosken maalaiskunta) |

## 歴代知事
- Eino Palovesi 1960-1972
- Artturi Jämsén 1972-1976
- Kauko Sipponen 1976-1985
- Kalevi Kivistö 1985-1997